# Jarrett Stephens
Jarrett Rodney Stephens (Southfield, 22 aprile 1977) è un ex cestista statunitense, professionista in Europa e in Sudamerica.
Giocatore dal fisico massiccio (198 cm per 118 chilogrammi), poteva giocare sia da ala piccola sia da ala grande, nonostante arrivasse solo a sfiorare i due metri.

## Carriera
Jarrett inizia a giocare all'età di cinque anni, seguendo le orme del fratello Dwayne.
Dopo il periodo scolastico riceve la chiamata universitaria da Penn State: qui esplode durante la stagione 1997-98, dove guida per percentuali al tiro la sua conference, con il 64,8%.
Durante le finali del torneo NIT contro Minnesota subisce però un serio infortunio al ginocchio sinistro che gli compromette la possibilità di giocare la stagione successiva.
Dopo una lunga riabilitazione, torna a calcare il parquet nella stagione 1999-2000 mettendo a referto buone cifre (18,8 punti e 10,5 rimbalzi a partita). Durante quest'annata viene notato dalla dirigenza della Pallacanestro Cantù (Serie A1), venendo così ingaggiato per la sua prima esperienza europea. Durante un'amichevole di precampionato, a 6 giorni dall'inizio della stagione, il suo ginocchio destro cede a causa dello sfilacciamento dei legamenti.
Prima dell'inizio della stagione successiva, coach Franco Ciani (già suo allenatore durante l'esperienza canturina) gli rinnova la fiducia, facendogli così firmare un contratto con il Basket Rimini Crabs (campionato di Legadue), dove mette a referto 13,4 punti a gara con 5,2 rimbalzi.
Nel novembre 2002 viene ingaggiato dai francesi del Bourg-en-Bresse, salvo poi terminare consensualmente il rapporto dopo poche partite. La sua carriera prosegue nel campionato tedesco con la maglia del TBB Trier, dove colleziona quasi 17 punti a gara.
Inizia nel 2004-05 l'avventura portoghese: dopo una prima tappa al Benfica con 12,7 punti a match, viene girato a dicembre al CAB Madeira Funchal, dove le sue prestazioni registrano un sensibile miglioramento (imbuca 22,6 punti e 7,5 rimbalzi). L'annata successiva resta in Portogallo per vestire la maglia dell'Ovarense, con cui vince il campionato. Nel 2006-2007 è invece di scena in Spagna, dove firma con il Ciudad de Huelva.
Stephens si accorda poi con i francesi del Digione, ma viene svincolato senza giocare neppure una partita di campionato per via di un infortunio al ginocchio rimediato a settembre in un'amichevole. Si accasa quindi con gli argentini del Boca Juniors, ma anche qui il contratto viene rescisso dopo un breve periodo, appena 3 partite. Dopo un'esperienza islandese, approda nel campionato uruguaiano tra le file del Malvin, salvo poi chiudere anche questa parentesi nel gennaio del 2009.
Nell'agosto 2009 si unisce ai cileni dell'Universidad de Concepción per giocare il torneo di clausura.